# 神鉄設計
神鉄設計株式会社（しんてつせっけい）は、かつて存在した神鉄グループの総合建設会社。
神戸電気鉄道（現・神戸電鉄）系列の測量設計会社として1970年（昭和45年）に設立された。

## 概要・沿革

### 設立の経緯
1960年代以降、新造車両大量投入・複線化・駅施設改良・沿線宅地造成など、会社の急伸長につれて設計業務が急増した神戸電鉄では、社内設計技術陣のみでは量的に捌き切ることが困難となり、その対応は緊急を要する問題となっていた。
1970年（昭和45年）に神戸電鉄社長に就任した中田大三は、上記問題の解決には設計事業に特化した専門会社を設立することが必要であると判断、同年12月25日には新会社の創立総会がもたれ、鉄道技術のパイオニアをモットーに株式会社神鉄設計はスタートした。

### 建設業に進出
当初は設計業務のみを専門としていたが、事業を進める上で建設業者としての登録が必要となり、1971年（昭和46年）に建設事業者としての登録を申請、これにより一般建設事業にも進出することとなった。
このように設計事業・車両開発・一般建設業の3本柱となった同社は次第に事業が繁多となり、設立とともに開設した設計事務所では対応できなくなってきた。これにともない1975年（昭和50年）12月、事務所を神鉄不動産ビルに移転した。

## おもな受注実績
- 神鉄ビル
- 有馬ビューホテル
- 神鉄百合が丘住宅地
- 神鉄北鈴蘭台3次住宅地
- 神鉄花山2次住宅地
- 有馬興業大久保住宅地
- 大阪神鉄交通本社ビル
- サンケイ新聞西鈴ハウジング
- 阪急西宮北口駅ホーム延伸
- 阪急桂車庫改造
- 阪急タクシー新千里基地
- 神戸高速鉄道東西線ATS
- 阪急スイミングスクール西鈴蘭台
- 阪急西鈴蘭台テニススクール
- 神戸電気鉄道デ3000・3100形
- 神戸電気鉄道デ1070形
- 神鉄有馬ユースピア
- 兵庫カンツリークラブハウス
- 有馬ます池改造
- 神鉄鈴蘭台プラザ

## 合併
建設コンサルタント業務強化のため、阪急グループの阪急エンジニアリングと神鉄グループの神鉄設計が1999年に合併し、アーバン・エース（現：阪急設計コンサルタント）に社名変更した。